# Septemserolis nobilis
Septemserolis nobilis är en kräftdjursart som först beskrevs av Brandt 1988.  Septemserolis nobilis ingår i släktet Septemserolis och familjen Serolidae. Inga underarter finns listade i Catalogue of Life.